# Ямняк Петро
Петро́ Ямня́к (1909, Германовичі — 1987) — український журналіст, поет, громадський і церковний діяч. Псевдоніми: Ірченко, Мохнатий, Кордович.

## Біографічні дані
Навчався богослов'я у Дубні (в Папській семінарії), Варшаві (в богословському православному відділі університету) та журналістики у Вільній Вшехніці й Подєбрадах (УТГІ).
Співробітник газет і журналів: «Краківські вісті», «Неділя», «Вільне слово», «Батьківщина» й ін.
Збірка віршів «Трени», поема «Останні хвилини св. священомученика Йосафата».
Член СУЖА. В останні роки життя — чернець-архимандрит Православної церкви в Америці.